# Eyüp Can
Eyüp Can (* 3. August 1964 in Konya) ist ein ehemaliger türkischer Boxer und EBU-Europameister im Fliegengewicht.
Als Amateur gewann er eine Bronzemedaille im Fliegengewicht bei den Olympischen Sommerspielen 1984 in Los Angeles.

## Amateurkarriere
Can war als Kind mit seiner Familie nach Dänemark ausgewandert und begann dort mit dem Boxsport. Aufgrund seiner türkischen Staatsangehörigkeit konnte er Dänemark nicht bei Großereignissen vertreten, gewann jedoch den in Dänemark ausgetragenen und international besetzten Copenhagen Cup in den Jahren 1982, 1983 und 1985, wobei ihm auch ein Sieg gegen János Váradi gelang.
1984 startete er für die Türkei bei den Olympischen Spielen in Los Angeles und siegte gegen Bill Dunlop aus Kanada, Seiki Segawa aus Japan und Heo Yeong-mo aus Südkorea, ehe er im Halbfinale gegen den späteren Goldmedaillengewinner Steve McCrory aus den USA unterlag und eine Bronzemedaille gewann. Für diesen Erfolg wurde er zum Türkischen Sportler des Jahres gewählt.
Bei der Europameisterschaft 1985 in Budapest schied er im Achtelfinale aufgrund einer Verletzung gegen Krasimir Tscholakow aus, gewann jedoch bei der Weltmeisterschaft 1986 in Reno eine Bronzemedaille. Er hatte unter anderem Dieter Berg besiegt, ehe er im Halbfinale mit 2:3 gegen David Grimán ausgeschieden war.

## Profikarriere
1986 startete er seine Profikarriere beim dänischen Promoter Mogens Palle und bestritt 16 Kämpfe, von denen er 15 gewann. Seine einzige Niederlage erlitt er im Februar 1988 gegen Joey Olivo. 
Am 16. Februar 1989 gewann er den EBU-Europameistertitel im Fliegengewicht durch einen einstimmigen Punktsieg gegen den späteren Weltmeister Pat Clinton und konnte den Titel am 11. Oktober 1989 nach Punkten gegen den Italiener Giampiero Pinna verteidigen. Für diese Erfolge wurde er 1989 mit dem Sedat-Simavi-Preis für Sport ausgezeichnet.
Seinen letzten Kampf gewann er am 27. November 1992 im Alter von 28 Jahren.